# وحی (فیلم ۱۹۱۸)
«وحی» (انگلیسی: Revelation (1918 film)) یک فیلم است که در سال ۱۹۱۸ منتشر شد.